# Мечо Пух: Кръв и мед 2
„Мечо Пух: Кръв и мед 2“ (на английски: Winnie-the-Pooh: Blood and Honey 2) е британски независим слашър филм от 2024 г. на режисьора Рис-Фрейд Уотърфийлд, който е копродуцент на филма със Скот Джефри, а сценарият е на Мат Лесли.
Той е вторият филм от The Twisted Childhood Universe (TCU) и продължение на „Мечо Пух: Кръв и мед“ (2023), който е хорър преобразяване на книгите „Мечо Пух“, написани от Алън Милн и Ърнест Шепърд. Във филма участват Скот Чамбърс в ролята на Кристофър Робин и Райън Олива като едноименния герой, а поддържащите роли се изпълняват от Талула Евънс, Тереза Банхам, Питър ДеСуца-Фейгхъни, Алек Нюман и Саймън Калоу.
Премиерата на филма излезе по кината в Лондон на 18 март 2024 г., както и в Съединените щати на 26 март 2024 г. Филмът получава смесени отзиви от критиката, въпреки, че е считан като подобрение от първия филм. Третият филм е в процес на разработка.

## В България
В България филмът излиза по кината на 31 май 2024 г. от „Про Филмс“.